# Paralinhomoeus viscosus
Paralinhomoeus viscosus är en rundmaskart. Paralinhomoeus viscosus ingår i släktet Paralinhomoeus, och familjen Linhomoeidae. Arten är reproducerande i Sverige.